# Callosciurus caniceps
Callosciurus caniceps е вид гризач от семейство Катерицови (Sciuridae). Видът не е застрашен от изчезване.

## Разпространение и местообитание
Разпространен е в Китай, Малайзия, Мианмар и Тайланд.
Обитава гористи местности, градини и плантации.

## Описание
На дължина достигат до 21,1 cm, а теглото им е около 264,9 g.
Продължителността им на живот е около 9,5 години. Популацията на вида е стабилна.